# Đếm ngược

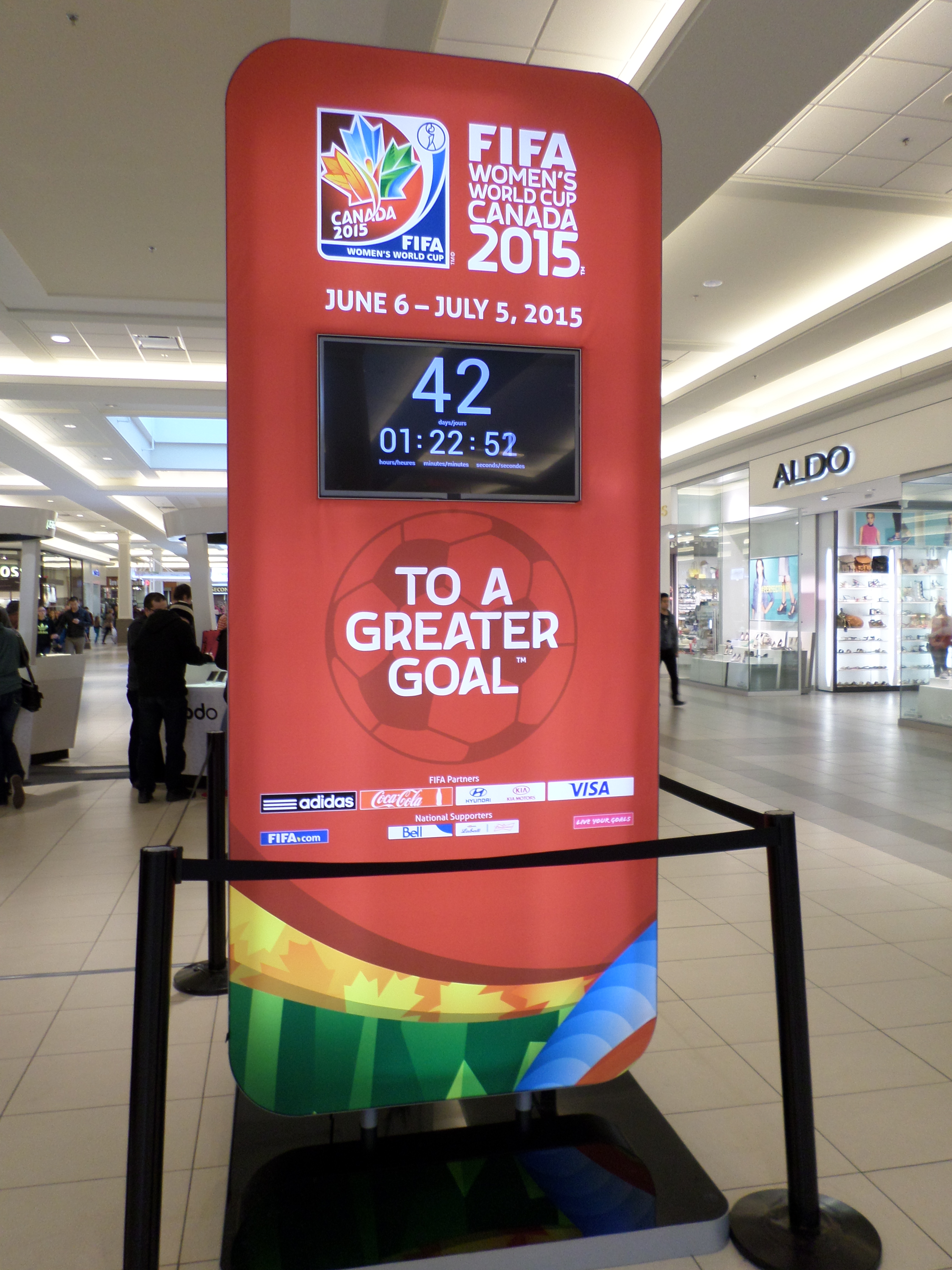
Đếm ngược tới thời điểm diễn ra Giải vô địch bóng đá nữ thế giới 2015 tại trung tâm thương mại Champlain Place, thành phố Dieppe, tỉnh bang New Brunswick, Canada

Đếm ngược (tiếng Anh: countdown) là sự liên tục đếm ngược lại về phía sau để chỉ báo khoảng thời gian còn lại trước khi một sự kiện diễn ra theo lịch trình đã định trước. Cơ quan NASA của Mỹ thường dùng các thuật ngữ "L-minus" và "T-minus" trong quá trình chuẩn bị và dự kiến phóng tên lửa lên không gian, và thậm chí dùng cả từ "E-minus" đối với các sự kiện liên quan đến việc tàu vũ trụ chuẩn bị bay vào không gian, trong đó chữ "T" có thể là viết tắt của các từ tiếng Anh "Test" (Thử nghiệm) hoặc "Time" (Thời gian), còn chữ "E" là viết tắt cho thuật ngữ tiếng Anh "Encounter" (Va chạm), chẳng hạn như với sao chổi hoặc các vật thể không gian khác. Ở những sự kiện khác thường hay sử dụng các hoạt động đếm ngược gồm có: nổ thuốc, giờ xuất phát một chặng đua, khoảnh khắc giao thừa đón Năm mới hoặc bất kỳ một biến cố lo lắng trước nào. Việc sử dụng hoạt động đếm ngược sớm nhất có thể kể đến lần ra hiệu lệnh xuất phát cuộc đua thuyền của Đại học Cambridge (Vương quốc Anh). Một trong những sự liên tưởng tới tên lửa được biết đến đầu tiên là trong bộ phim điện ảnh khoa học viễn tưởng của Đức năm 1929 có tên Frau im Mond (Người phụ nữ trên Mặt Trăng) do Thea von Harbou viết kịch bản và Fritz Lang làm đạo diễn, với một nỗ lực phóng đại câu chuyện phóng liên tiếp tên lửa bay xung quanh Mặt Trăng.

## Đêm giao thừa
Tại nhiều lễ hội đêm Giao thừa, có một màn đếm ngược ở những giây cuối cùng của năm cũ cho đến khi bắt đầu năm mới.
Tại Quảng trường Thời đại ở Mỹ, trong giờ khắc giao thừa, bên cạnh màn Đếm ngược 60 giây tại thời điểm 11h59 đêm còn có sáu màn đếm ngược 20 giây trong mỗi giờ mà ở đó mọi người có thể thực hành kỹ năng đếm ngược từ lúc 5h59 chiều đến 10h59 tối. Những màn đếm ngược nói trên còn là đếm ngược tới thời điểm kết thúc mỗi giờ.